# Codex Sangallensis 48
De Codex Sangallensis (Gregory-Aland no. Δ of 037, von Soden ε 076) is een van de Bijbelse handschriften. Het dateert uit de 10e eeuw en is geschreven met unciaal-hoofdletters op perkament.

## Beschrijving
Het bevat de tekst van de vier Evangeliën met slechts een lacune (Johannes 19,17-35). De gehele Codex Sangallensis bestaat uit 198 bladen (23 x 18,5 cm). De Codex is geschreven in Grieks, met een Latijnse vertaling die tussen de Griekse regels door, dus "interlineair", is geschreven (zoals in de Codex Boernerianus. Een tweetalig handschrift wordt een "diglot" handschrift genoemd.)
De tekst is geschreven in een kolom van 17 regels per pagina. Het bevat tabellen van de κεφάλαια ("hoofdstukken"), τίτλοι ("hoofdstuktitels"), sectienummers van Ammonius, en canontabellen van Eusebius.
De Codex Sangallensis vertegenwoordigt in het Evangelie van Marcus de Alexandrijnse tekst, maar in de andere evangeliën de Byzantijnse tekst. Kurt Aland plaatste de codex in Categorie III.
De tekst van Johannes 7:53-8:11 (het pericope adulterae) staat niet in dit handschrift.
Textvarianten
In Johannes 1:15 ο οπισω ] ο πισω;

## Geschiedenis
De codex is geschreven in het Westen, eventueel in het Abdij van Sankt Gallen, door de Ierse monnik in de 9e eeuw.
Het handschrift bevindt zich in de Stiftsbibliothek St. Gallen (Auct. T. Nr 2.2) in Sankt Gallen.

## Galerie

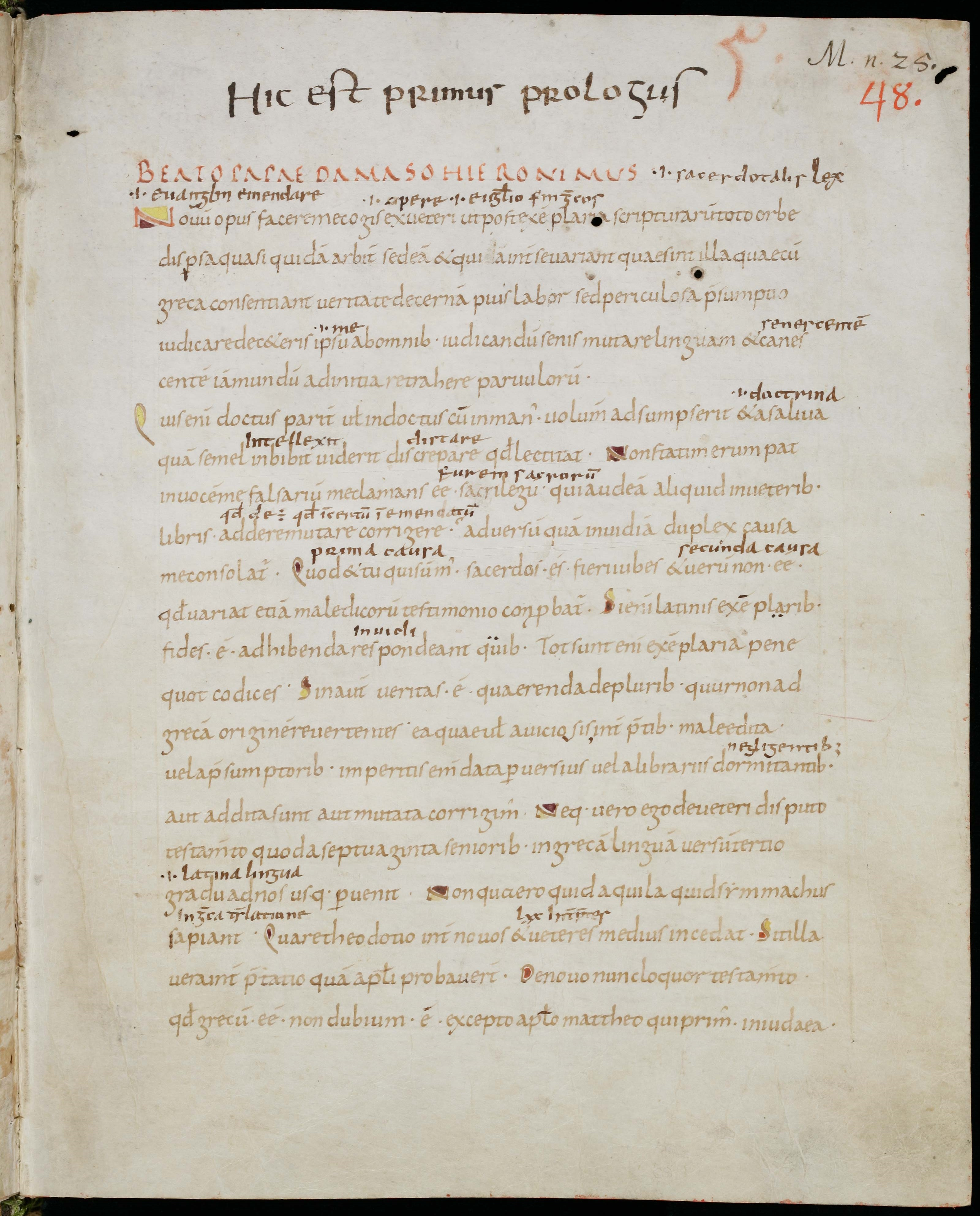
De brief van Hiëronymus tot Paus Damasus I
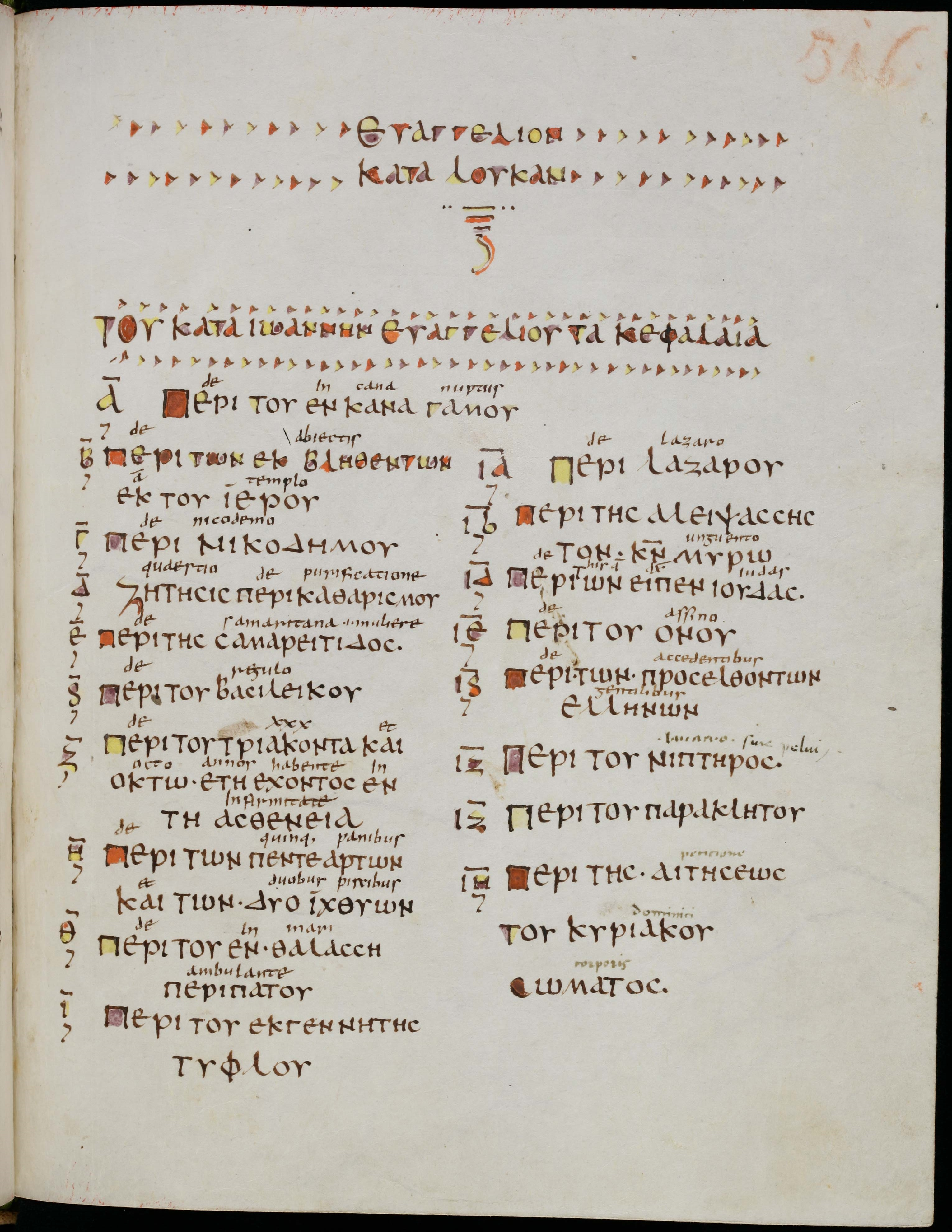
Tabellen van de κεφάλαια voor Johannes
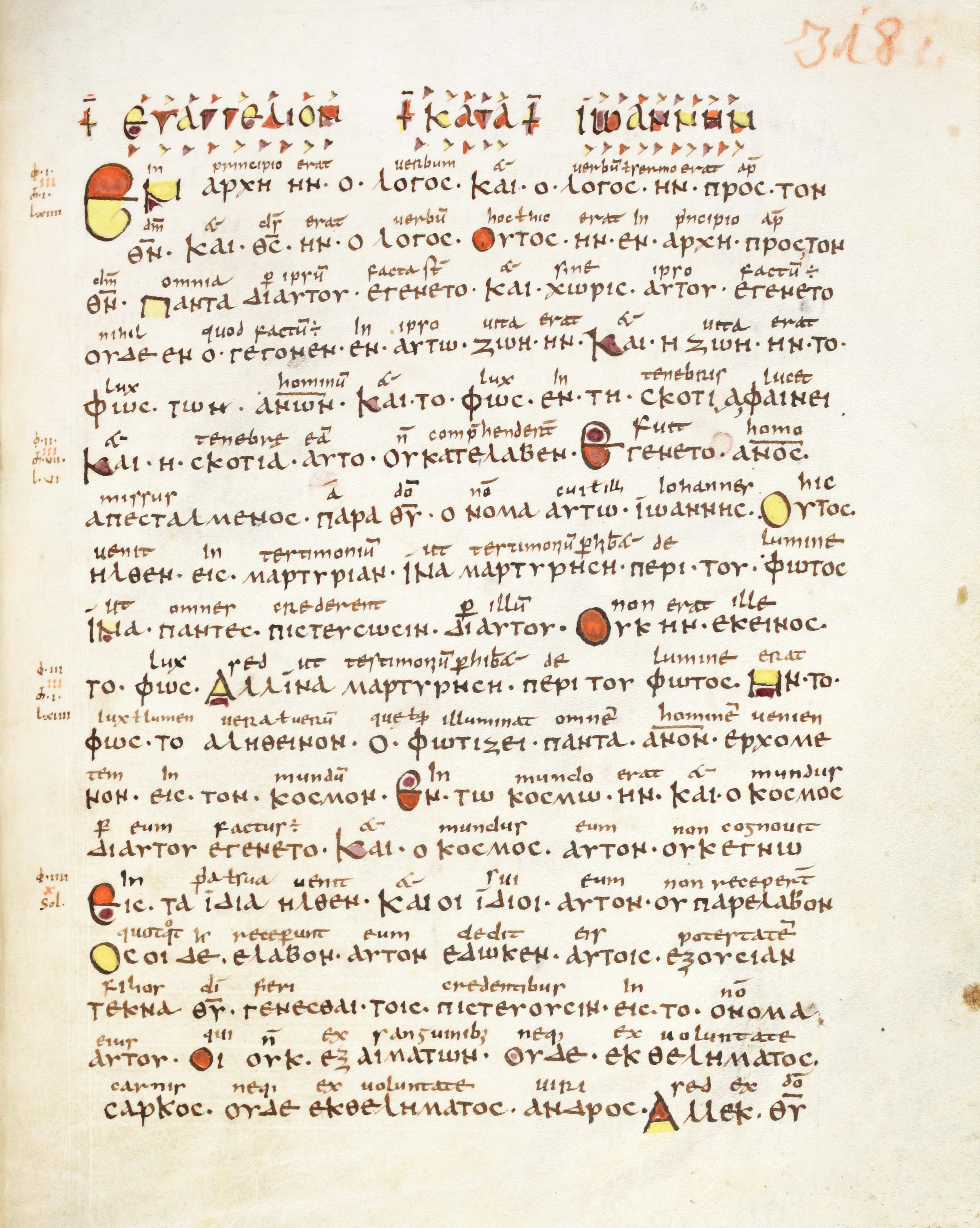
Het begin van Evangelie volgens Johannes
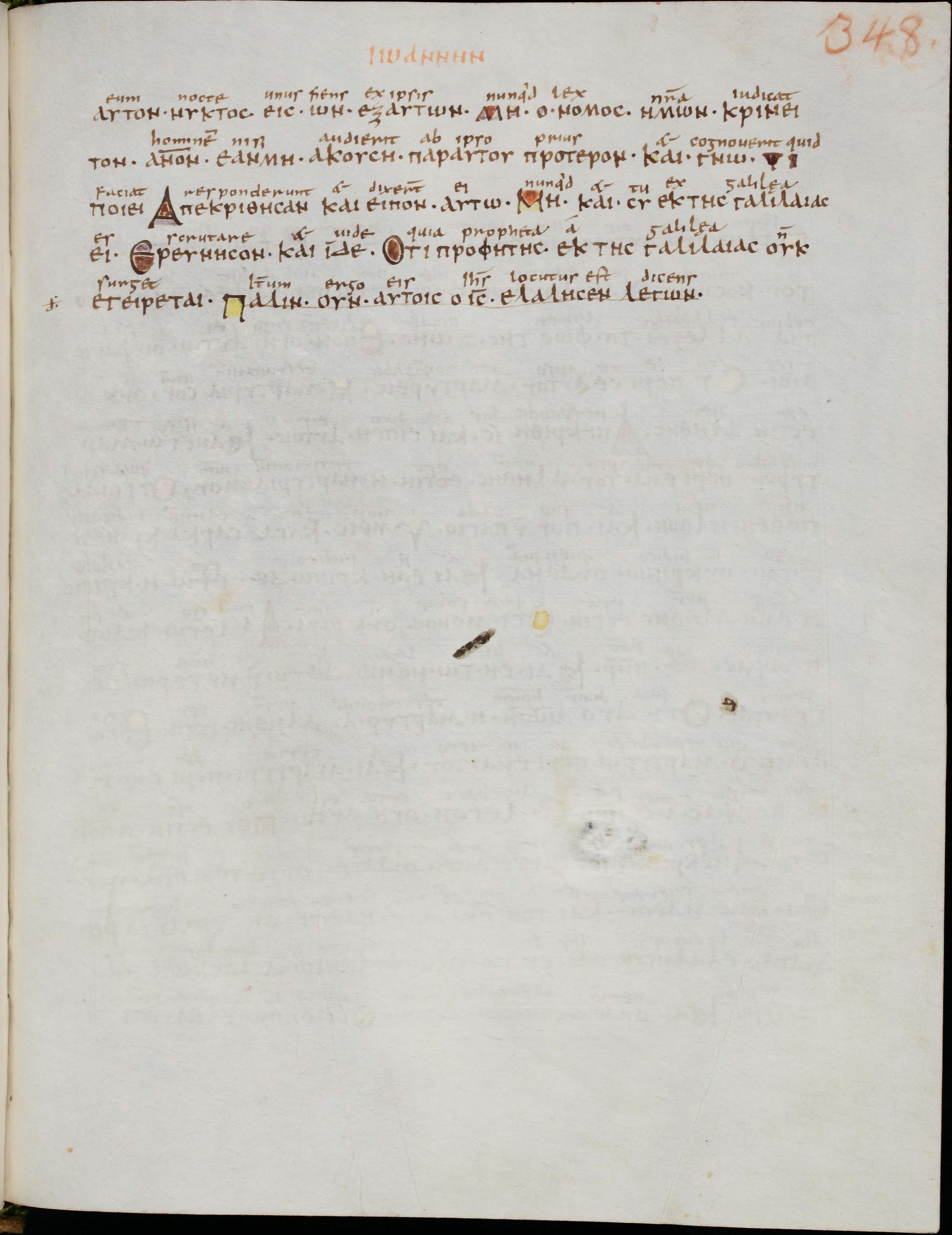
Geen "pericope adulterae" (Johannes 7:53-8:11)